# Alegeri în Africa de Sud
Alegerile din Africa de Sud au loc pentru desemnarea Adunării Naționale, adunărilor regionale și consiliilor locale.
Adunarea Națională are 400 de membri, aleși pentru o perioadă de cinci ani. Sistemul electoral din Africa de Sud este proporțional, bazat pe listele de candidați propuși de partide.

## Istoric

### Sfârșitul apartheid-ului
Prin referendumul din 1992 a fost hotărât sfârșitul apartheid-ului, iar scrutinul universal a fost pus în aplicare. Primele alegeri democratice multirasiale au avut loc în anul 1994. Formațiunea politică dominantă este Congresul Național African, formațiunea lui Nelson Mandela, primul președinte de culoare al țării. Susținerea Congresului Național African a erodat din 1994 până în prezent, pe fondul unor dezvăluiri de corupție. La alegerile regionale din 22 aprilie 2009 Congresul Național African a fost înlăturat de la conducerea provinciei Wes-Kaap, în favoarea  opoziției liberale conduse de Helen Zille.
Rezultatul alegerilor din 7 mai 2014 pentru Adunarea Națională Sud-Africană :
|  | Partide                          | Lideri               | Voturi | %     | Locuri | Diferență |
|  | -------------------------------- | -------------------- | ------ | ----- | ------ | --------- |
|  | Congresul Național African (CNA) | Jacob Zuma           |        | 62,15 | 255    | -9        |
|  | Alianța Democratică (AD)         | Helen Zille          |        | 22,23 | 90     | +23       |
|  | Partidul Liberal Inkartha (PLI)  | Mangosuthu Buthelezi |        | 2,40  | 9      | -9        |
|  | National Freedom Party (NFP)     | Veronica Msibi       |        | 1,57  | 6      | +6        |
|  | United Democratic Movement (UDM) | Bantu Holomisa       |        | 1,00  | 4      | 0         |
|  | Freedom Front Plus (FF+)         | Pieter Mulder        |        | 0,9   | 3      | -1        |